# War Pigs
War Pigs – protest song zespołu Black Sabbath, umieszczony na albumie Paranoid. Autorami utworu są członkowie brytyjskiej formacji – Bill Ward, Geezer Butler, Ozzy Osbourne i Tony Iommi. Opowiada o wojnie i wysyłaniu ludzi na śmierć przez bezmyślnych polityków, tytułowych „świń wojny”. Utwór zawiera także część instrumentalną o nazwie „Luke’s Wall”. Utwór stał się jednym z najlepiej rozpoznawalnych w dorobku grupy Black Sabbath.
Początkowo album Paranoid miał się nazywać właśnie „War Pigs”, lecz wytwórnia płytowa skojarzyła to z wojną w Wietnamie i nakazała zespołowi zmianę nazwy.